# 日本国花苑
日本国花苑（にほんこっかえん）は、秋田県南秋田郡井川町浜井川二階にある公園である。

## 開園植樹祭
日本国花苑は、1972年（昭和47年）4月18日に、天皇・皇后の訪欧、秋田県立県百年、井川小学校統合校舎建設、村民いこいの森県指定を記念して開園した。この日には植樹祭が開催され、井川町村長の鷲谷喜兵衛、小畑勇二郎秋田県知事、京都大学理学部の植物分類学者廣江美之助、日本花の会事務局の桜田隆範、創設提案者の森田喜郎などが参加した。
多品種の植樹を前提とする桜公園をつくる際に、品種をある程度混植すれば全苑にわたって、満開あり咲き始めあり、黄桜ありで全苑にわたって思い思いの樹下で花を楽しめ、来園者に日本全国の桜に触れてもらえるのではないかという考えを重視し、冬季に咲く冬桜は社会福祉会館の正面広場付近に、台湾緋桜の暖地系のものは寒風があたらないところにと工夫をした。
また、同じ品種の一定範囲にまとめて植えて、一斉に咲いた桜の下での花見をしたいという考えとの折衷案を取った。

## 公園計画の始まり

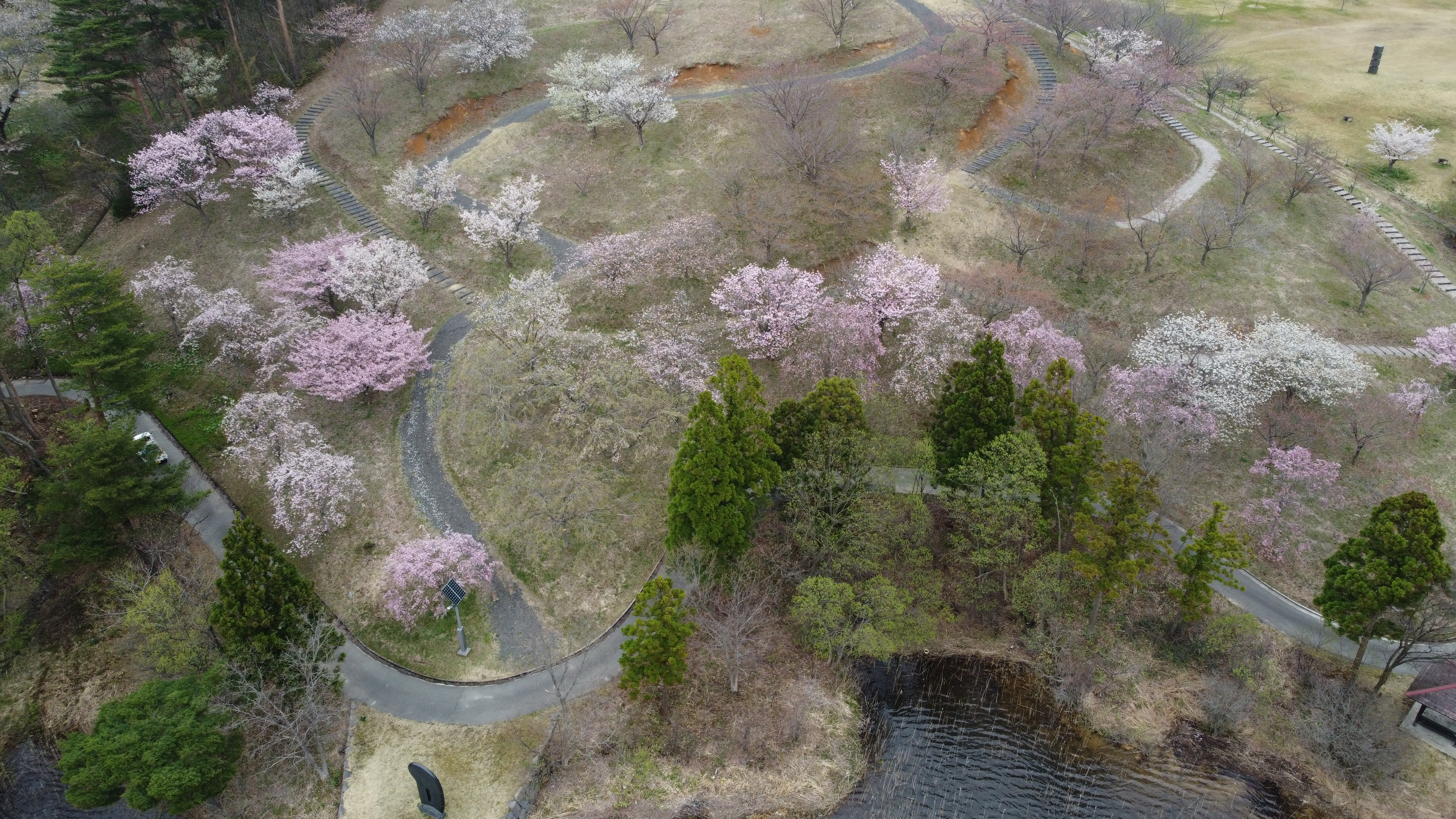
桜見本園

当時千葉県木更津高校教諭で井川町小今戸出身の森田喜郎は、大学時代から日本古典文学の研究に打ち込み、大学院では上田秋成の研究を深め、1970年（昭和45年）1月に紀伊國屋書店から『上田秋成』を出版した。東京私学会館で出版記念会が行われたのに続き、郷里でも出版記念会の話が持ち上がった。その年、井川町海老沢出身で同輩の伊藤孝之助が、日本美術院の春の院展で入選をしたので、両者の「出版記念並びに入選祝賀会」を同年8月14日に同級生の有志が主催し、井川荘で開催した。
森田はもともと桜に興味を持っていた。それは、以前の京都での講演で日本花の会とつながりが出来ていたからである。京都の「上田秋成文学研究会」の会長は京都大学理学部の植物分類学者廣江美之助であった。廣江の興味は現存の植物だけでなく、日本古典文学の植物にまで及び、古今を通しての桜の権威でもあった。森田喜郎の書籍『上田秋成』の出版が京都の同会に注目され、森田は京都の研究会から招かれ講演を済ませた後の懇談で廣江が植物学者として日本花の会と関係していることを知り、話が桜に及んだ。そこで森田は「桜を活用して何とか郷里に新しい心のふるさとを作れないものか」と考えた。
8月17日、森田喜郎と親友の伊藤孝之助は湖東病院に入院中の井川町役場職員の斎藤肇を訪ね、小公園ができそうな場所を尋ねた。斎藤からの連絡で、井川町は村議会でこの計画を諮り、ぜひ井川村として受けるべきだということになった。村長の鷲谷喜兵衛は最後の仕事となるだろうとしてその計画を受けた。その時、すでに井川小学校の校舎周辺の林地を公園化しようとする計画があり、それは森田喜郎の話と相乗りできるタイミングであった。

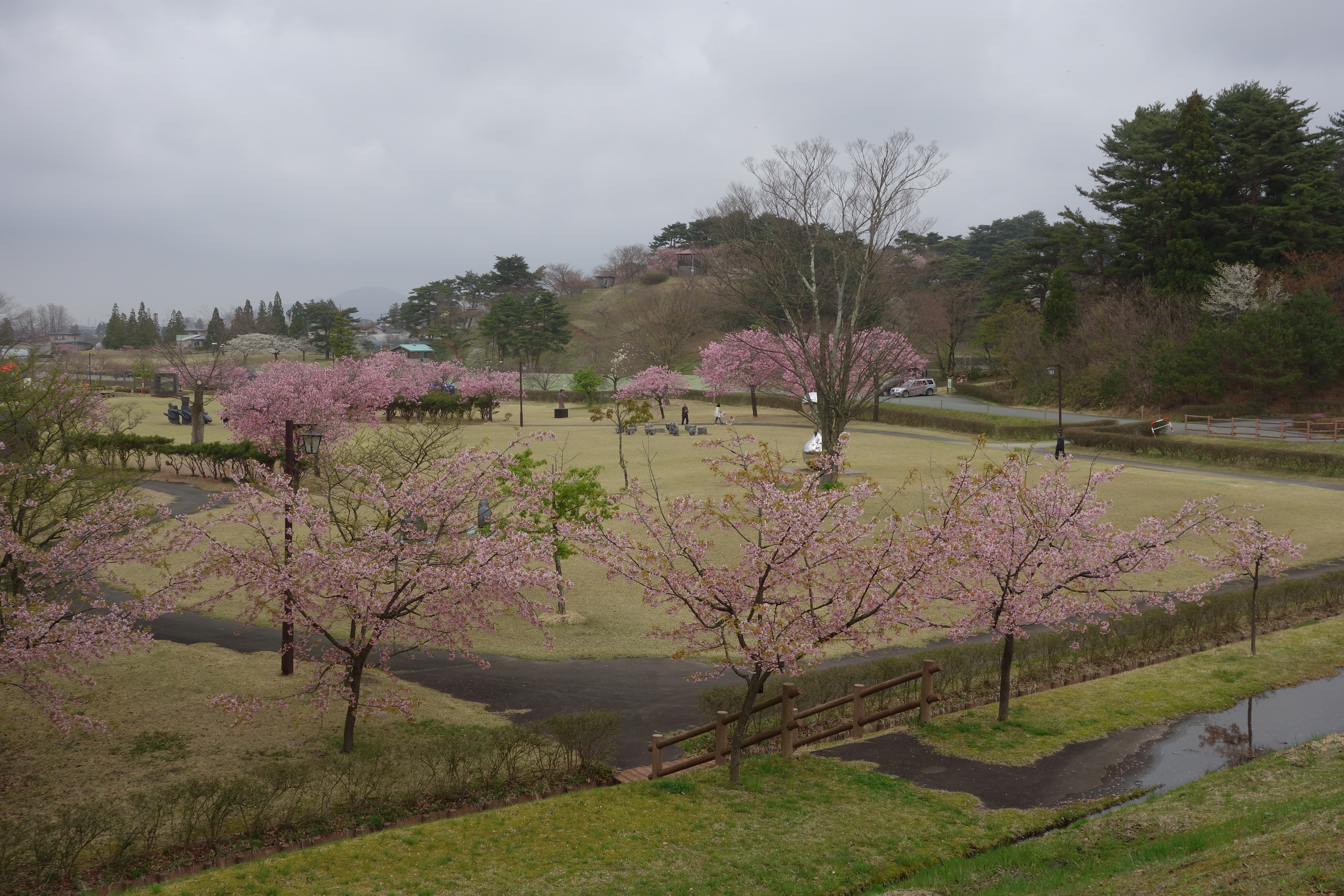
ちびっこ広場

1971年（昭和46年）に天皇・皇后の訪欧が実現し、これを記念して世界平和協会の「世界平和のための親善使節団」が欧州を訪問することになり、日本の国花である桜を携えることになった。桜の種類は廣江美之助の提唱で、苗木は日本花の会の全面的な協力で供給されることになり、その使節団は「桜の使節団」と呼ばれた。井川町が計画する桜公園には廣江美之助のはからいで「桜の使節団」が持参した苗木と全く同様のものが選ばれた。1971年（昭和46年）の11月末に廣江美之助は現地を視察した。その夜森岳温泉で村長の鷲谷喜兵衛は廣江美之助に以前から気にしていた、公園の名称についての意見を伺った。廣江美之助は「日本国花園」が良いでしょうと答えた。鷲谷喜兵衛はうなずきながら「園」を「苑」にしたらどうかとした。井川町では日本国花苑計画を急ぎ策定して、県庁に陳情した。県庁では「いこいの森造成計画」が推進中であり、この事業と相乗りする形で計画が進められた。

## 開園後の動き

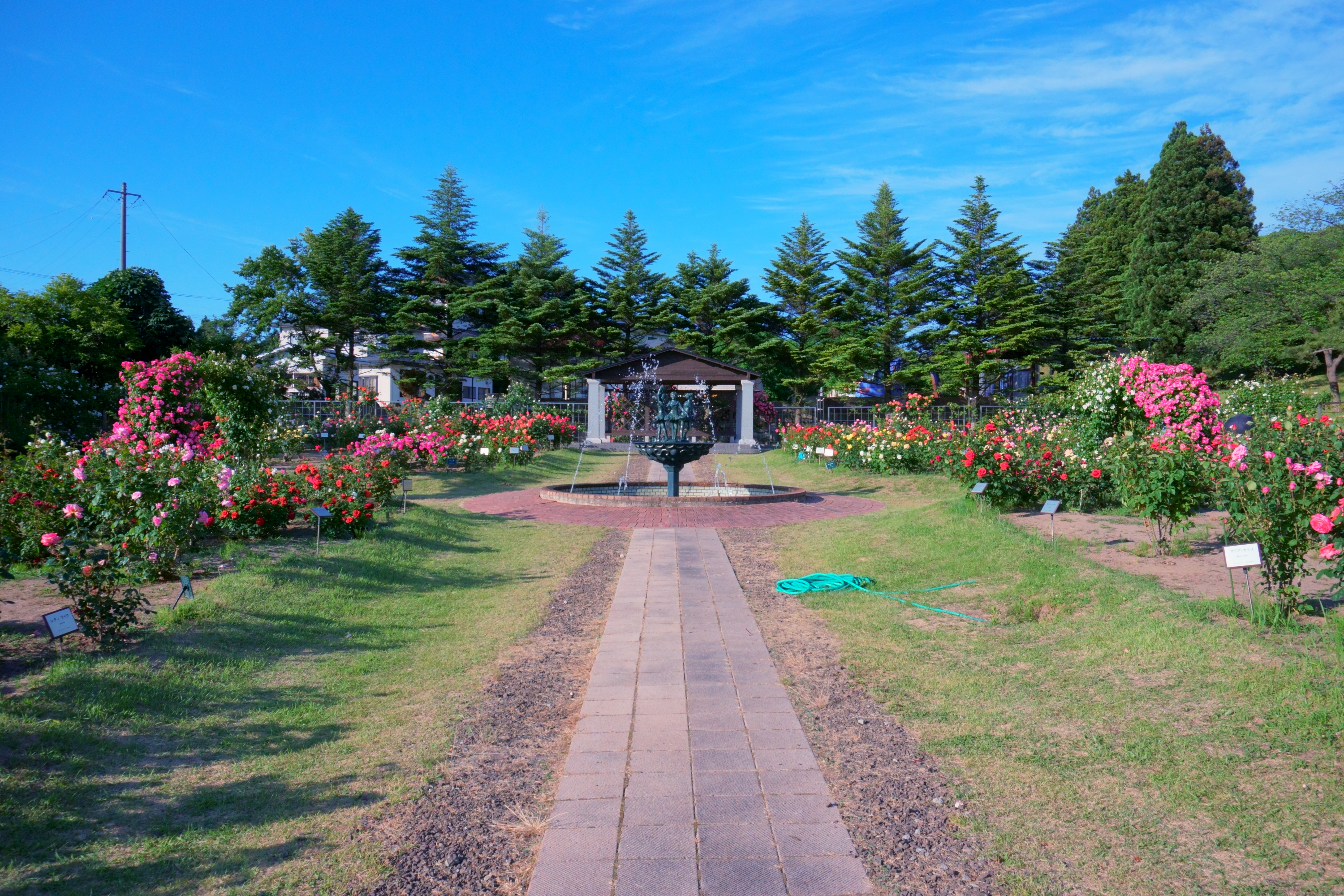
バラ園

日本国花苑の桜は1972年（昭和47年）から1974年（昭和49年）にかけて計画的に植林された。
1973年（昭和48年）に、朝日新聞創設九十五周年記念の「新しい名所づくり・わが子に残したい桜の名所百ヵ所」（日本花の会主催）に全国から文書で一万七千四百余が応募され、秋田県からは大館市長根山公園とともに選ばれた。
1977年（昭和52年）に、秋田魁新報主催の「新観光秋田三十景」が企画され、もともと集客第一主義の出発ではなかったが、これに応募することになり、町内外の各界へのＰＲが行われた。結果、応募数216万9455枚のはがきの集計の結果、日本国花苑は第18位で入選した。
1978年（昭和53年）には、日本国花苑が誕生した由来の一端を裏面に刻んだ廣江美之助の句碑を建立することで苑の風情が引き立つのではないかということで、その計画は急速に進展し、11月1日に碑の除幕式が執り行われた。
1989年（平成元年）から、芝生公園やさくら見本園、テニスコートなどのスポーツ関連施設、バラ園などの拡大事業に着手する。

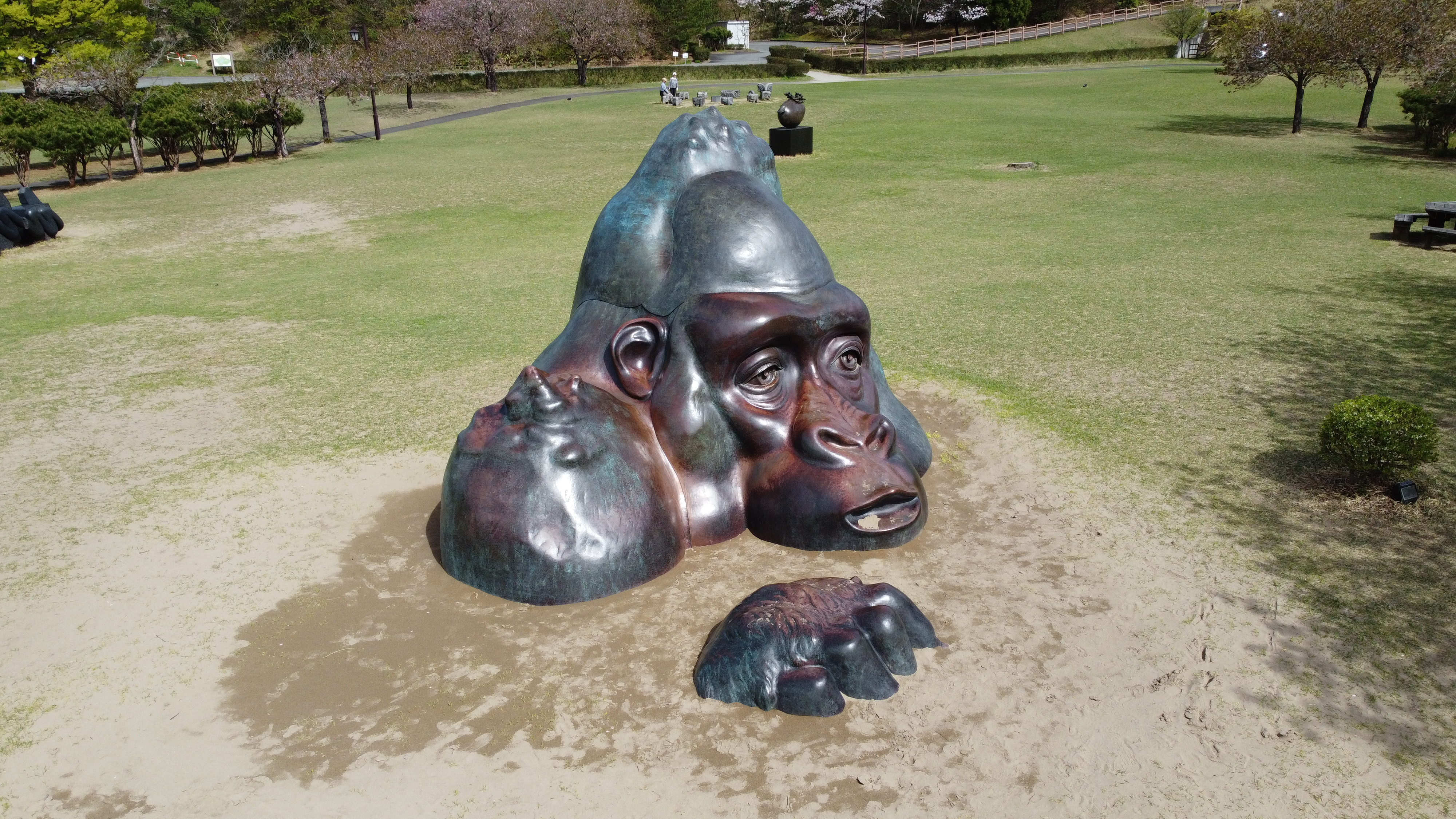
井川ゴリ山

1995年（平成7年）2月、JRの新駅である井川さくら駅が開業した。同駅に隣接する公園の一角に新駅開設記念のブロンズ像「母子像・愛」を設置した。これをきっかけにして、町では2000年（平成12年）から十年間にわたって「桜の森彫刻コンクール」が展開された。毎年、大賞、優秀賞2点さらに準賞の中から町民賞1点を選び作品が公園内に制作展示された。
2005年（平成17年）には、日本花の会が主導して毎年桜の名所で開かれる「桜サミット」が日本国花苑を主会場に開かれた。町では「二〇〇五全国さくらシンポジウムＩＮいかわ」を看板にしてイベントを開催した。